# Новопетропавловка (Оренбургская область)
 Новопетропавловка  — село в Гайском городском округе Оренбургской области.

## География
Находится на расстоянии примерно 25 километров по прямой на северо-запад от окружного центра города Гай.

## Климат
Климат резко выраженный континентальный. Основные черты климата: холодная суровая зима, жаркое сухое лето, неустойчивость и недостаточность атмосферных осадков. Абсолютный минимум температуры — минус 44 градуса по Цельсию. Лето жаркое, максимальная температура воздуха достигает плюс 40 градусов по Цельсию. Одна из особенностей климата- наличие большого числа дней в году с ветрами (до 275 суток) и наличие суховеев (преимущественно юго-западные ветры). Среднегодовое количество осадков составляет 220—300 мм. Снежный покров устанавливается в середине ноября и исчезает в конце апреля. Глубина промерзания грунт — 2-2,5м.

## История
Предположительно, к 1909 году сюда переехали из Херсонской области Украины первые крестьяне. До 1927 года село административно входило в Орский уезд, затем в Новопокровский район Оренбургской губернии. В 1930 году в селе был образован колхоз «Новая деревня». В 1960 году колхоз «Новая деревня» был передан в укрупненный колхоз им. Шевченко (центр село Новокиевка). В 1961 году Новопетропавловка стала отделением совхоза «Новокиевский». В 1974 году село стало центром вновь образованного совхоза «Украина». До 2016 года входило в состав Новониколаевского сельсовета Гайского района, после реорганизации обоих муниципальных образований входит в состав Гайского городского округа.

## Население
Постоянное население в 2002 году составляло 564 человека (русские - 54 %), 494 в 2010 году.